# Casa do Mestiço
Grêmio Recreativo Cultural Escola de Samba Casa do Mestiço é uma escola de samba de Praia Grande, no estado de São Paulo.

## História
Foi criada a partir de um grupo de características religiosas afro-brasileiras, em 27 de junho de 2002, quando foi criado o Centro de Resgate Cultural Casa do Mestiço, oficializado em 2008 com a denominação atual, tornando-se uma agremiação carnavalesca, e passando a participar do carnaval oficial da cidade.
Em 2009 embora o carnaval da cidade ainda fosse um carnaval de blocos de enredo, a Casa do Mestiço com sua documentação já devidamente registrada como Grêmio Recreativo Cultural e Escola de Samba, desfilou junto ao então denominado 2º Grupo (grupo de acesso), e em sua primeira participação, emplacou seu primeiro título de campeã.
Em junho de 2009, com a participação de agremiações co-irmãs da baixada santista, e da Vila Isabel - inclusive com a presença da bateria desta última, sob o comando do Mestre Mug, o pavilhão da Casa do Mestiço foi batizado pela Águia de Ouro, através de seu presidente Sidnei, baianas, passistas e ao som de sua bateria do Mestre Juca.
Em 2010 participando do 1º grupo, no primeiro ano de carnaval de Escolas de Samba em Praia Grande, a Casa do Mestiço inovou, levando pela primeira vez à Passarela do Samba João Apolônio, carros alegóricos com esculturas em movimento, e com o enredo “Mãe África-Bantu/Samba/Mestiço”, ao som da bateria sob o comando do Mestre Dede e com Nani Moreira como rainha de bateria. Nesse ano, a agremiação venceu o grupo de acesso, obtendo vaga para o Grupo Especial.
Foi campeã do Carnaval em 2011.
Em 2012 teve a parceria do Esporte Clube Luiz Gama do Bairro do México 70 em São Vicente/SP, que montou uma ala para o carnaval 2012, teve como representantes do Luiz Gama o Dr. Francisco Calixto e o Sr. Alexandre Aniz

## Segmentos

### Presidentes
| Nome          | Mandato        | Ref.  |
| ------------- | -------------- | ----- |
| Rogério Mazio | ? - ?          | [ 4 ] |
| Márcio Mazio  | ? - atualidade | [ 5 ] |

### Presidentes de honra
| Nome          | Mandato        | Ref.  |
| ------------- | -------------- | ----- |
| Rogério Mazio | ? - atualidade | [ 6 ] |

### Diretores
| Ano  | Diretor de Carnaval | Diretor geral de harmonia | Mestre de bateria | Ref.  |
| ---- | ------------------- | ------------------------- | ----------------- | ----- |
| 2015 | Rogério Mazio       | Alberto Buiu              | Mestre Max        | [ 6 ] |
| 2016 |                     |                           |                   |       |

### Coreógrafo
| Ano  | Nome           | Ref.  |
| ---- | -------------- | ----- |
| 2015 | Jocelino Paiva | [ 6 ] |
| 2016 |                |       |

### Casal de Mestre-sala e Porta-bandeira
| Ano  | Nome                   | Ref.  |
| ---- | ---------------------- | ----- |
| 2016 | Rodrigo e Nina Crystal | [ 6 ] |

### Rainhas de bateria
| Período | Rainha       | Madrinha        | Rei             | Ref.  |
| ------- | ------------ | --------------- | --------------- | ----- |
| 2010    | Nani Moreira |                 |                 | [ 7 ] |
| 2015    | Carla Cruz   | Samara Carneiro | Anderson Bovomo | [ 6 ] |
| 2016    |              |                 |                 |       |

## Carnavais
| 2009 | Campeã       | Grupo II | Brasil Mestiço Clamor a Igualdade Social | Rogério Mazio |                                       |                     |
| 2010 | Campeã       | Grupo I  | Mãe África-Bantu, Samba e Mestiço Compositores:Ricardo Vitor, Toninho Penteado e Osvaldo.                                                                            | Genésio Cruz  |                                       | [ 8 ]               |
| 2011 | Campeã       | Especial | Crendices e Superstições - "Se a Sorte Existe com o 'Azar' não vou Brincar" Compositores: Ricardo, Osvaldo, Toninho Penteado.                                        | Rogério Mazio | Intérpretes: Marlon, Spoke, Alexandre | [ 4 ]               |
| 2012 | 3o.          | Especial | Apocalipse 2010. Depois que o Mestiço passar, sua vida jamais será a mesma                                                                                           |               |                                       | [ 9 ]               |
| 2013 | 3o.          | Especial | A fé no Santo Guerreiro |               |                                       |                     |
| 2014 | Campeão      | Especial | Meu pavilhão, minha Identidade |               |                                       | [ 10 ] [ 11 ] [ 5 ] |
| 2015 | Vice-campeão | Especial | Brasil Mestiço, Calendário da Alegria Compositores:Sandro Simões, Gilson Café, Hermes Sobral, Rogério Ximú, Claudio Bochecha, Pedrinho da Rima, Junão Lima e Caraúba | Rogério Mazio | Spoke                                 | [ 12 ] [ 6 ]        |